# Jacques Rozier
Jacques Rozier (Paris, 10 de novembro de 1926 - 31 de maio de 2023) foi um cineasta e roteirista francês.

## Filmografia
- 1963 Adieu Philippine
- 1973 Du Cote D'Orouet
- 1976 The Castaways of Turtle Island
- 1985 Maine-Ocean Express (Prix Jean Vigo)
- 2001 Fifi Martingale
- 2007 The Blue Parrot

### Curtas e trabalhos para TV
- Comment devenir cinéaste sans se prendre la tête (1995)
- Revenez plaisirs exilés! (Alceste) (TV) (1992)
- Joséphine en tournée (TV) (1990)
- Lettre d'un cinéaste: Jacques Rozier (TV: episódio de Cinéma cinémas) (1983)
- Lettre de la Sierra Morena (1983)
- Nono Nénesse (1976)
- Jean Vigo (TV: episódio de Cinéastes de notre temps) (1964)
- Ni figue ni raisin (TV) (1964)
- Le Parti Des Choses (1963)
- Dans Le Vent [doc] (1962)
- Blue Jeans (1958)
- Rentrée des classes (1956)